# Extensible Provisioning Protocol
Protocolo EPP (Extensible Provisioning Protocol) é um protocolo de mensagens utilizado por provedores de internet para realizar transações referentes à registro e alteração dos domínios da Internet junto ao órgão (Registro.br) responsável pelos domínios reservados ao Brasil.